# Love All Play
Love All Play (jap. ラブオールプレー) ist eine japanische Romanreihe von Asami Koseki, die von 2011 bis 2014 erschienen ist. Zur Sport-Serie erschienen Adaptionen als Manga und Anime. Die Geschichte erzählt von einem Badminton-Klub an einer japanischen Oberschule und den Schülern, die neu dazukommen und über die Jahre ihren Vorbildern nacheifern und zu erfolgreichen Spielern werden.

## Inhalt
Der Mittelschüler Ryō Mizushima ist von Badminton begeistert und zeigt auch Talent. Doch am Klub seiner Schule kommt er nicht so recht voran und schafft es auch bei Meisterschaften nicht weit. Als die Zeit des Wechsels zur Oberschule ansteht, wird er überraschend von Hitoshi Ebihara für die Yokohama-Minato-Oberschule angeworben. Die ist für ihren Badminton-Klub bekannt, in dem auch Mizushimas Vorbild Kento Yusa spielt. Mit dem Versprechen an seine Eltern, nicht mit einem Sport-Stipendium, sondern über seine schulischen Leistungen an die Schule zu kommen, wird es ihm schließlich erlaubt. Er kann bereits zur Vorbereitung vor dem Schulwechsel am Training teilnehmen und lernt dabei andere Mittelschüler kennen, die ebenfalls eingeladen wurden: Der eher zurückhaltende, kühle Kōki Matsuda, der ausgelassene Shōhei Sakaki und die Higashiyama-Zwillinge. Matsuda kommt sofort auf Mizushima zu, der ihm in den vergangenen Meisterschaften aufgefallen ist, und will im Doppel mit ihm spielen. Das Training aber stellt sich als ungewohnt hart heraus und auch aller Vorbild Yusa zeigt sich arrogant und überheblich den Neulingen gegenüber.
Als Mizushima schließlich auf die Oberschule kommt, sind neben den fünf eingeladenen noch weitere neue Mitschüler dabei. Doch viele geben wegen des harten Trainings bald auf. Nur Akira Uchida bleibt. Er ist zwar bei weitem nicht so gut wie die anderen und ist nicht so sportlich, findet aber viel Spaß am Spiel. Langsam entwickeln die sechs neuen Klubmitglieder ihre Fähigkeiten weiter und jeder zeigt seine Stärken und Schwächen. Nebenher hat Mizushima noch Probleme mit seinen schulischen Leistungen, die aber nicht nachlassen dürfen. Auch sein Spiel zusammen mit Matsuda ist nicht so gut, wie es sich beide erhofft hatten, während sie im Einzel Fortschritte machen. In den Wettbewerben, zu denen es zunächst nur die Zwillinge im Doppel schaffen, zeigt sich auch Yusa als Teamspieler. Mit der Zeit und besonders nach dem guten Abschneiden der Erstklässler beim Nachwuchsturnier werden sie auch von Yusa respektiert. Außerdem kommt heraus, dass Yusa in Mizushimas ältere Schwester Rika verliebt ist, die kurz zuvor die Schule abgeschlossen hat und nur ihretwegen in den Klub eingetreten ist, in der sie Managerin war. Auch musste er ihr versprechen, den dreifachen Sieg bei der Landesmeisterschaft zu holen, damit sie miteinander ausgehen – was bisher immer an der Teambewertung scheiterte. Am Ende des Jahres kommt es noch zum Streit zwischen Mizushima und Matsuda, an dem ihr Doppel fast zerbricht. Nur durch Vermittlung können sie, die sich eigentlich gegenseitig bewundern und ergänzen, wieder zusammenraufen und sich weiterentwickeln.
Nachdem ein Jahr vergangen ist, kommen die bisher neuen Spieler in die zweite Klasse und eine neue Generation tritt an. Ihnen wollen die sechs, allen voran Mizushima, gute Vorbilder sein. Und ein Mädchen, das bis dahin den Klub nur oft beobachtet hat, tritt als Managerin bei. Sie zeigt schnell einen Blick für das Wesentliche im Training und kann den Spielern helfen, ihre Probleme anzugehen und ihre Fähigkeiten zu verbessern. Und auch Uchida agiert immer mehr als zweiter Trainer, denn als Spieler. Die nun Drittklässler um Yusa verlassen sich jetzt stärker auf die sechs, die nun in der zweiten Klasse sind, wenn es um Wettbewerbe geht, und bauen sie zu ihren Nachfolgern auf. Doch vor allem Matsuda muss ein erneutes Tief überwinden. Schließlich stehen die Turniere an und die Mannschaft schlägt sich besser, als im Jahr zuvor. Mizushima tritt wie auch Matsuda im Einzel an und die Zwillinge im Doppel. Gemeinsam schaffen sie es in die Landesmeisterschaft und können sich bis ins Finale vorkämpfen. Nachdem sie die Gruppen- und Doppel-Wettbewerbe für sich entscheiden konnten, stehen im Finale der Einzel-Wettkämpfe Mizushima und Yusa einander gegenüber. Mizushima hat endlich den Willen zum Sieg gefunden und steht stolz seinem Idol gegenüber. Er spielt überraschend stark und verliert am Ende nur knapp. Im nächsten Jahr führt er den Klub in die Landesmeisterschaft.

## Buch-Veröffentlichungen
Die Geschichte erschien zuerst als Romanreihe beim Verlag Poplar Publishing. Die vier Bände wurden von Mai 2011 bis März 2014 herausgegeben. Eine Umsetzung der Handlung als Manga wird seit April 2022 im Online-Magazin Tonari no Young Jump von Shūeisha veröffentlicht. Die Adaption stammt aus der Feder von Dam Miyata.

## Anime-Umsetzung
Bei den Studios Nippon Animation und OLM entstand 2022 eine Adaption des Stoffs als Animeserie für das japanische Fernsehen. Nach dem Drehbuch von Tomoko Konparu führte Hiroshi Takeuchi Regie. Das Charakterdesign entwarf Riko Kaneda und die künstlerische Leitung lag bei Scott MacDonald. Die 3D-Animationen leitete Ryota Itoh, Tonregie führte Hiroyuki Hayase und für die Kameraführung war Miyabi Amada verantwortlich.
Die Serie wird seit dem 2. April 2022 von den Sendern ytv und NTV ausgestrahlt. International findet parallel eine Veröffentlichung auf der Plattform Crunchyroll statt, unter anderem mit deutschen und englischen Untertiteln.

### Synchronisation
| Rolle              | japanischer Sprecher (Seiyū) |
| ------------------ | ---------------------------- |
| Ryō Mizushima      | Natsuki Hanae                |
| Kōki Matsuda       | Makoto Furukawa              |
| Shōhei Sakaki      | Yōhei Azakami                |
| Taichi Higashiyama | Kensho Ono                   |
| Yо̄ji Higashiyama   | Tetsuya Kakihara             |
| Akira Uchida       | Yūki Kaji                    |
| Rika Mizushima     | Minako Kotobuki              |
| Hitoshi Ebihara    | Kazuya Nakai                 |
| Kento Yusa         | Kishō Taniyama               |

### Musik
Die Musik der Serie wurde komponiert von Yuki Hayashi. Die Vorspannlieder sind Haru Tsubame (春玄鳥) und Sandersonia von Hey! Say! Jump. Die Abspanne sind unterlegt mit Lyra von Longman und mit Kaze no Naka (風の中) von Rei Yasuda.